# Олімпійська збірна Австрії з футболу
Олімпійська збірна Австрії з футболу (нім. Österreichische Fußballolympiamannschaft) — футбольна команда Австрії, яка керується Австрійським футбольним союзом (АФС) і представляє країну на Олімпійських іграх. Збірна чотири рази брала участь у фінальних турнірах Олімпіади, найвище досягнення — срібні медалі на турнірі 1936 року, де австрійці у фіналі в додатковий час поступились Італії 1:2.

## Статистика виступів

### Олімпійські ігри
| Виступи | Виступи            | Виступи            | Виступи            | Виступи            | Виступи            | Виступи            | Виступи            | Виступи            |
| Рік     | Раунд              | Позиція            | МЗ                 | В                  | Н*                 | П                  | ГЗ                 | ГР                 |
| ------- | ------------------ | ------------------ | ------------------ | ------------------ | ------------------ | ------------------ | ------------------ | ------------------ |
| 1900    | не брала участь    | не брала участь    | не брала участь    | не брала участь    | не брала участь    | не брала участь    | не брала участь    | не брала участь    |
| 1904    | не брала участь    | не брала участь    | не брала участь    | не брала участь    | не брала участь    | не брала участь    | не брала участь    | не брала участь    |
| 1908    | не брала участь    | не брала участь    | не брала участь    | не брала участь    | не брала участь    | не брала участь    | не брала участь    | не брала участь    |
| 1912    | Чвертьфінал        | 6                  | 2                  | 1                  | 0                  | 1                  | 6                  | 4                  |
| 1920    | не брала участь    | не брала участь    | не брала участь    | не брала участь    | не брала участь    | не брала участь    | не брала участь    | не брала участь    |
| 1924    | не брала участь    | не брала участь    | не брала участь    | не брала участь    | не брала участь    | не брала участь    | не брала участь    | не брала участь    |
| 1928    | не брала участь    | не брала участь    | не брала участь    | не брала участь    | не брала участь    | не брала участь    | не брала участь    | не брала участь    |
| 1936    | Фінал              | 2                  | 3                  | 2                  | 0                  | 1                  | 7                  | 4                  |
| 1948    | 1/8 фіналу         | 9—16               | 1                  | 0                  | 0                  | 1                  | 0                  | 3                  |
| 1952    | чвертьфінал        | 5—8                | 2                  | 1                  | 0                  | 1                  | 5                  | 6                  |
| 1956    | не брала участь    | не брала участь    | не брала участь    | не брала участь    | не брала участь    | не брала участь    | не брала участь    | не брала участь    |
| 1960    | не кваліфікувалась | не кваліфікувалась | не кваліфікувалась | не кваліфікувалась | не кваліфікувалась | не кваліфікувалась | не кваліфікувалась | не кваліфікувалась |
| 1964    | не брала участь    | не брала участь    | не брала участь    | не брала участь    | не брала участь    | не брала участь    | не брала участь    | не брала участь    |
| 1968    | не кваліфікувалась | не кваліфікувалась | не кваліфікувалась | не кваліфікувалась | не кваліфікувалась | не кваліфікувалась | не кваліфікувалась | не кваліфікувалась |
| 1972    | не кваліфікувалась | не кваліфікувалась | не кваліфікувалась | не кваліфікувалась | не кваліфікувалась | не кваліфікувалась | не кваліфікувалась | не кваліфікувалась |
| 1976    | не кваліфікувалась | не кваліфікувалась | не кваліфікувалась | не кваліфікувалась | не кваліфікувалась | не кваліфікувалась | не кваліфікувалась | не кваліфікувалась |
| 1980    | не кваліфікувалась | не кваліфікувалась | не кваліфікувалась | не кваліфікувалась | не кваліфікувалась | не кваліфікувалась | не кваліфікувалась | не кваліфікувалась |
| 1984    | не брала участь    | не брала участь    | не брала участь    | не брала участь    | не брала участь    | не брала участь    | не брала участь    | не брала участь    |
| 1988    | не кваліфікувалась | не кваліфікувалась | не кваліфікувалась | не кваліфікувалась | не кваліфікувалась | не кваліфікувалась | не кваліфікувалась | не кваліфікувалась |
| 1992    | не кваліфікувалась | не кваліфікувалась | не кваліфікувалась | не кваліфікувалась | не кваліфікувалась | не кваліфікувалась | не кваліфікувалась | не кваліфікувалась |
| 1996    | не кваліфікувалась | не кваліфікувалась | не кваліфікувалась | не кваліфікувалась | не кваліфікувалась | не кваліфікувалась | не кваліфікувалась | не кваліфікувалась |
| 2000    | не кваліфікувалась | не кваліфікувалась | не кваліфікувалась | не кваліфікувалась | не кваліфікувалась | не кваліфікувалась | не кваліфікувалась | не кваліфікувалась |
| 2004    | не кваліфікувалась | не кваліфікувалась | не кваліфікувалась | не кваліфікувалась | не кваліфікувалась | не кваліфікувалась | не кваліфікувалась | не кваліфікувалась |
| 2008    | не кваліфікувалась | не кваліфікувалась | не кваліфікувалась | не кваліфікувалась | не кваліфікувалась | не кваліфікувалась | не кваліфікувалась | не кваліфікувалась |
| 2012    | не кваліфікувалась | не кваліфікувалась | не кваліфікувалась | не кваліфікувалась | не кваліфікувалась | не кваліфікувалась | не кваліфікувалась | не кваліфікувалась |
| 2016    | не кваліфікувалась | не кваліфікувалась | не кваліфікувалась | не кваліфікувалась | не кваліфікувалась | не кваліфікувалась | не кваліфікувалась | не кваліфікувалась |
| Всього  | –                  | –                  | 8                  | 4                  | 0                  | 4                  | 18                 | 17                 |